# Jacaratia spinosa
Jacaratia spinosa är en tvåhjärtbladig växtart som först beskrevs av Jean Baptiste Christophe Fusée Aublet, och fick sitt nu gällande namn av A. Dc. Jacaratia spinosa ingår i släktet Jacaratia och familjen Caricaceae. Inga underarter finns listade i Catalogue of Life.

## Bildgalleri

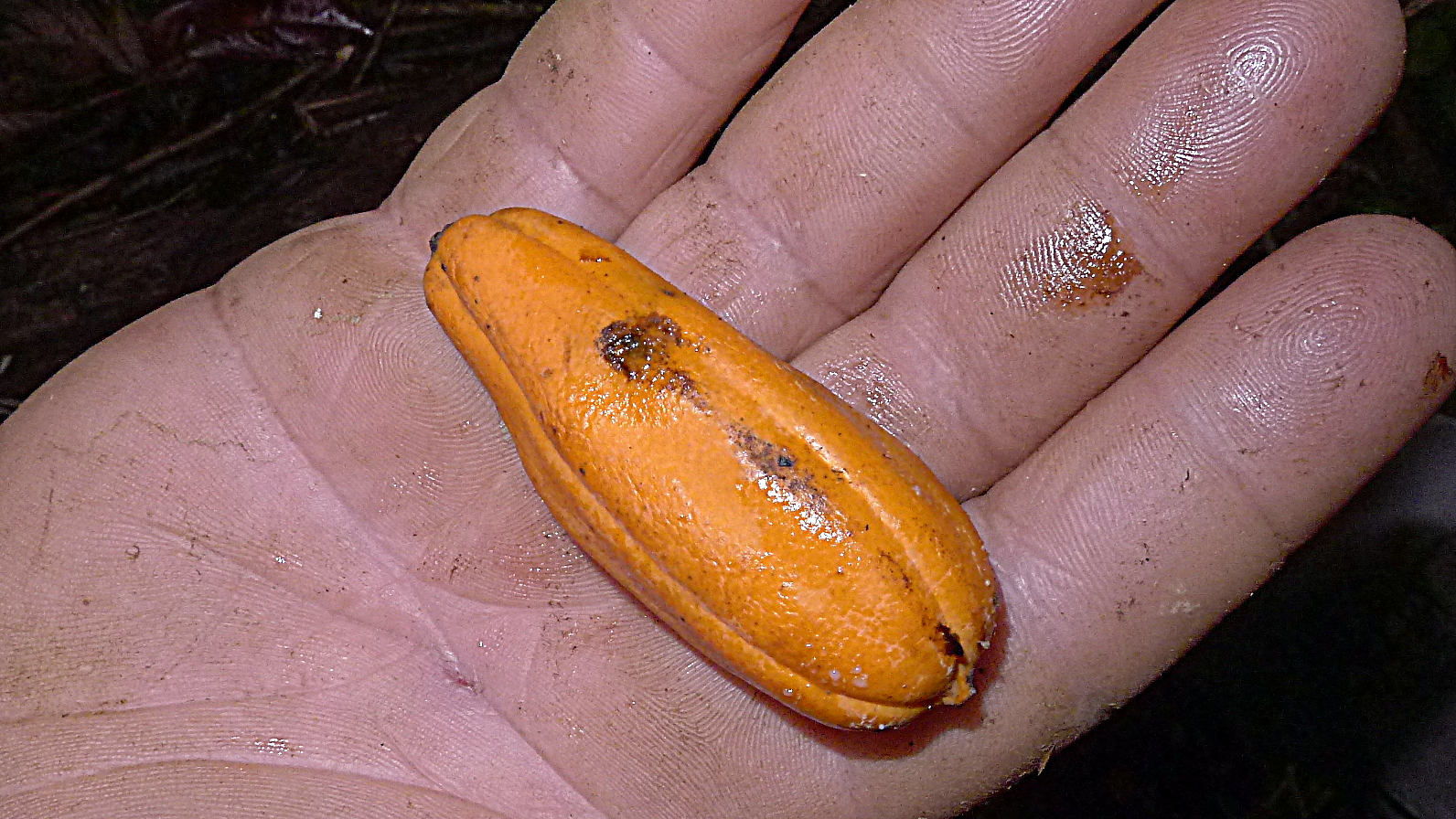
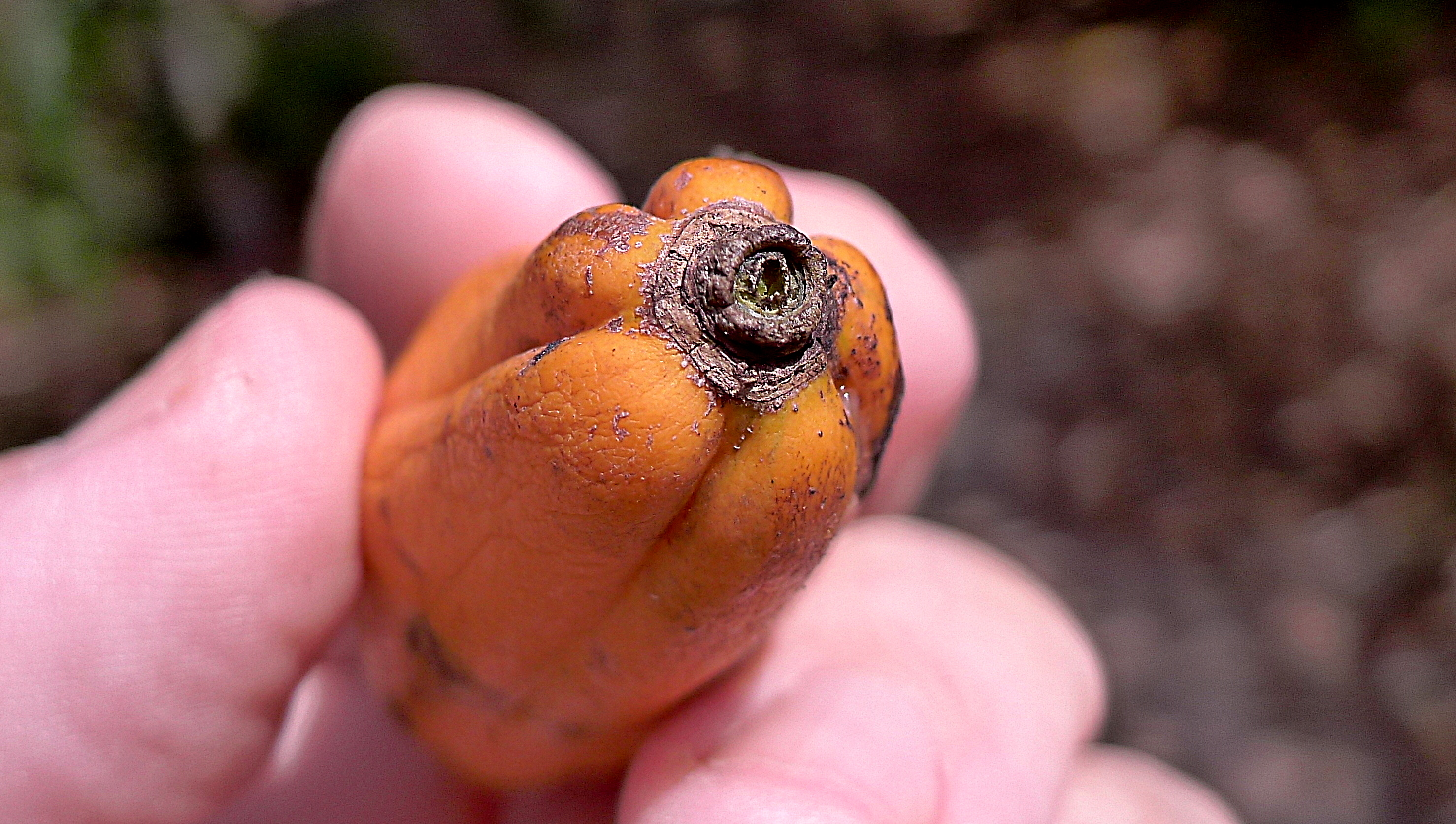
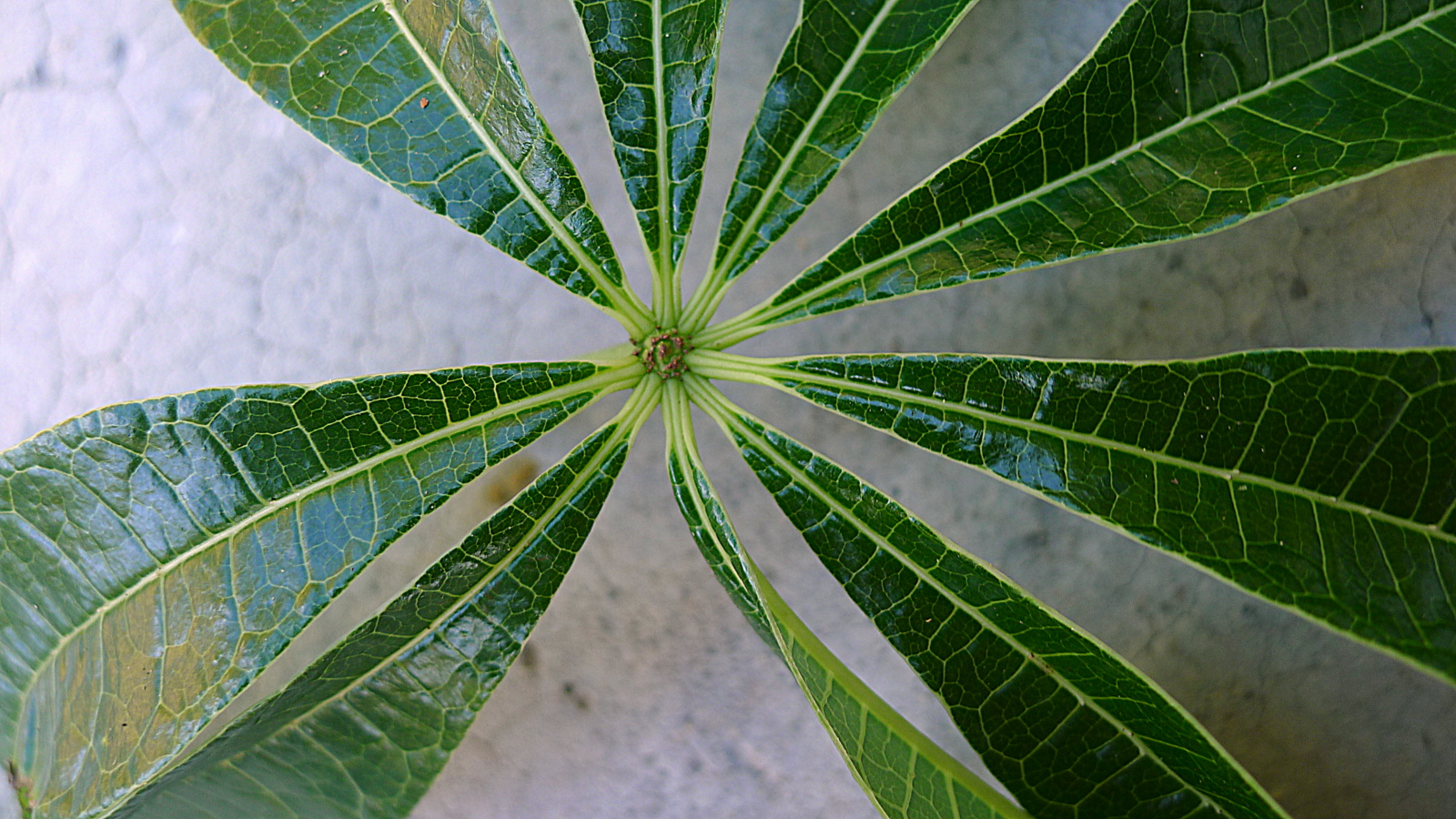
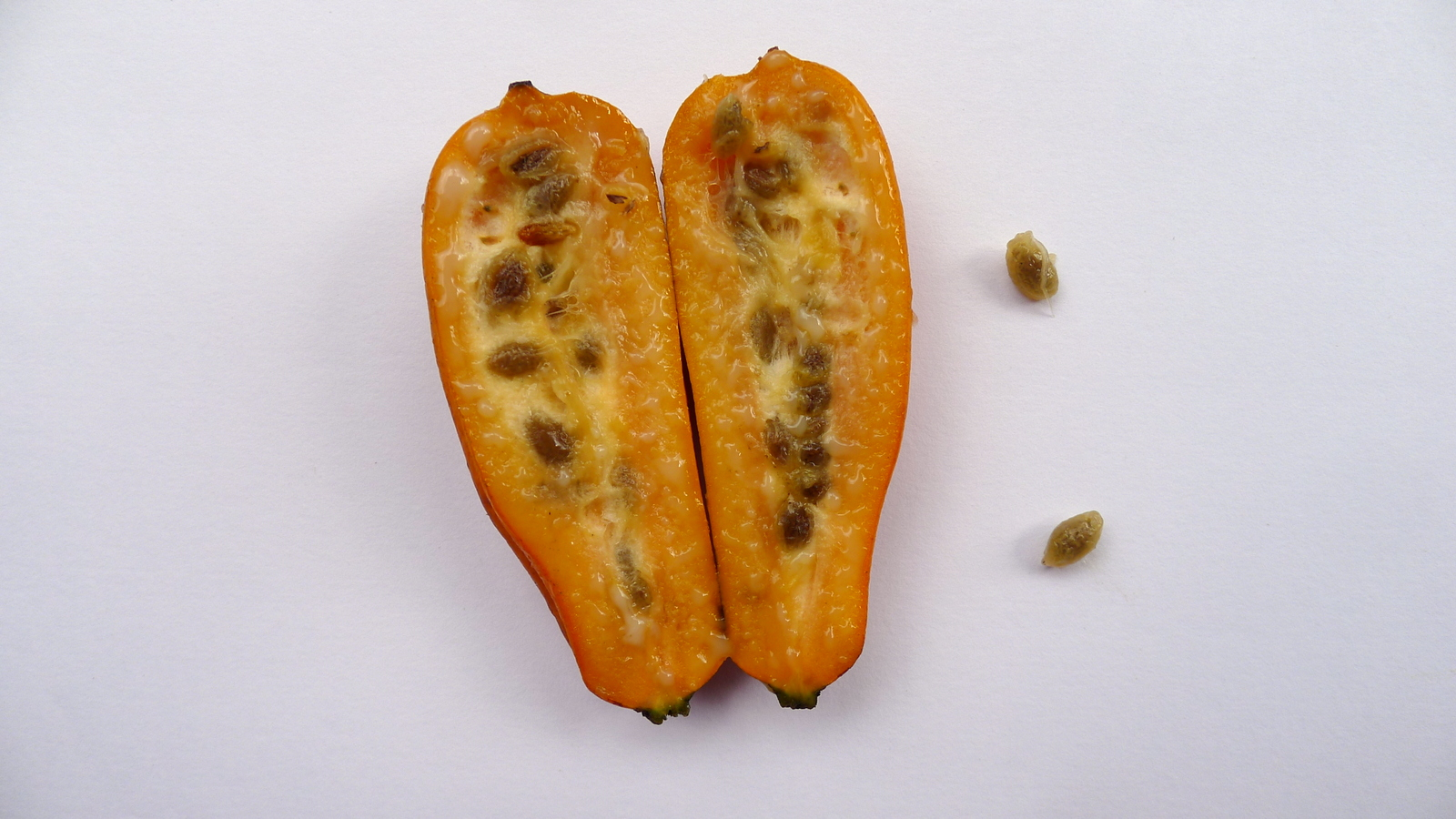
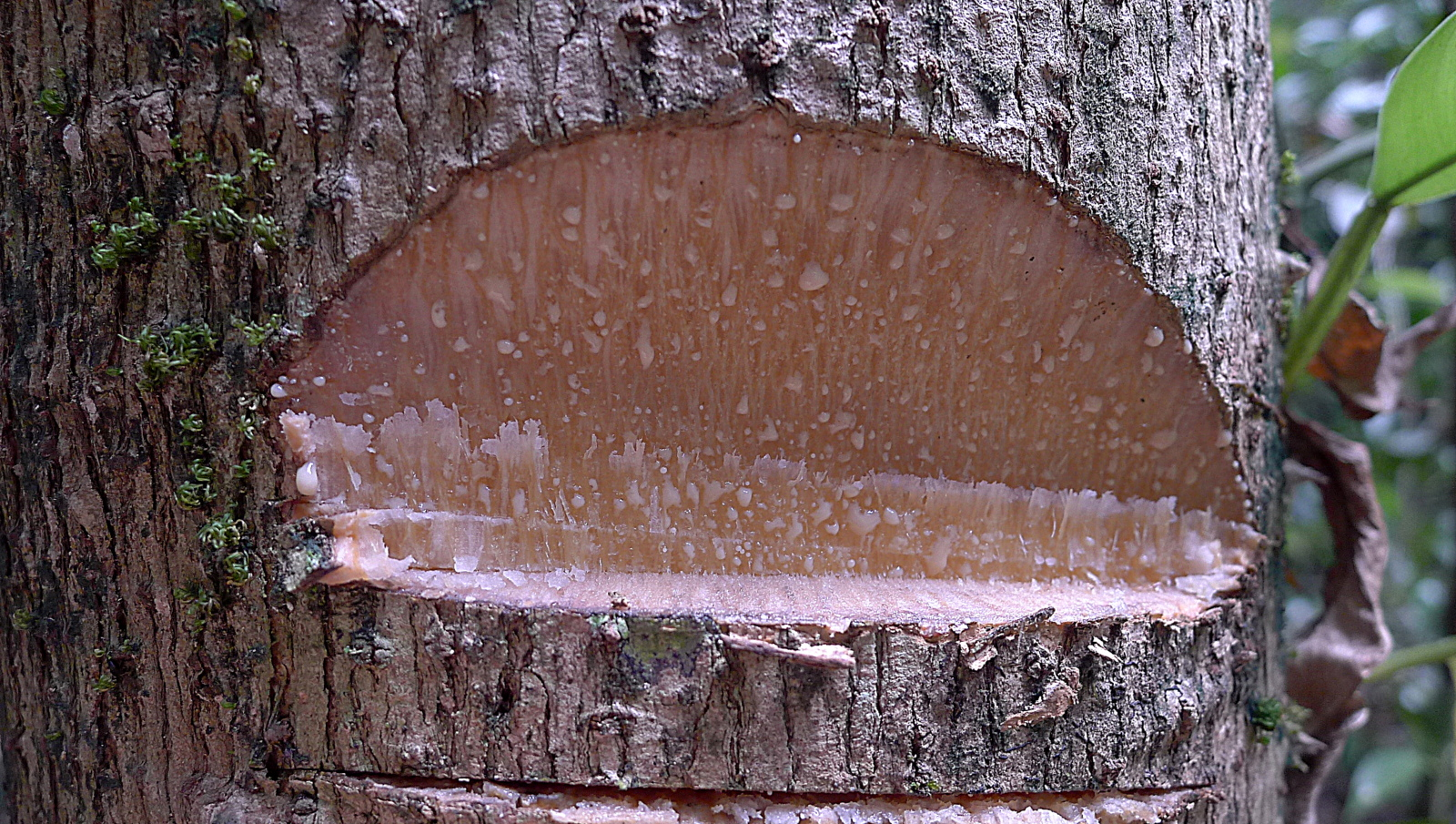
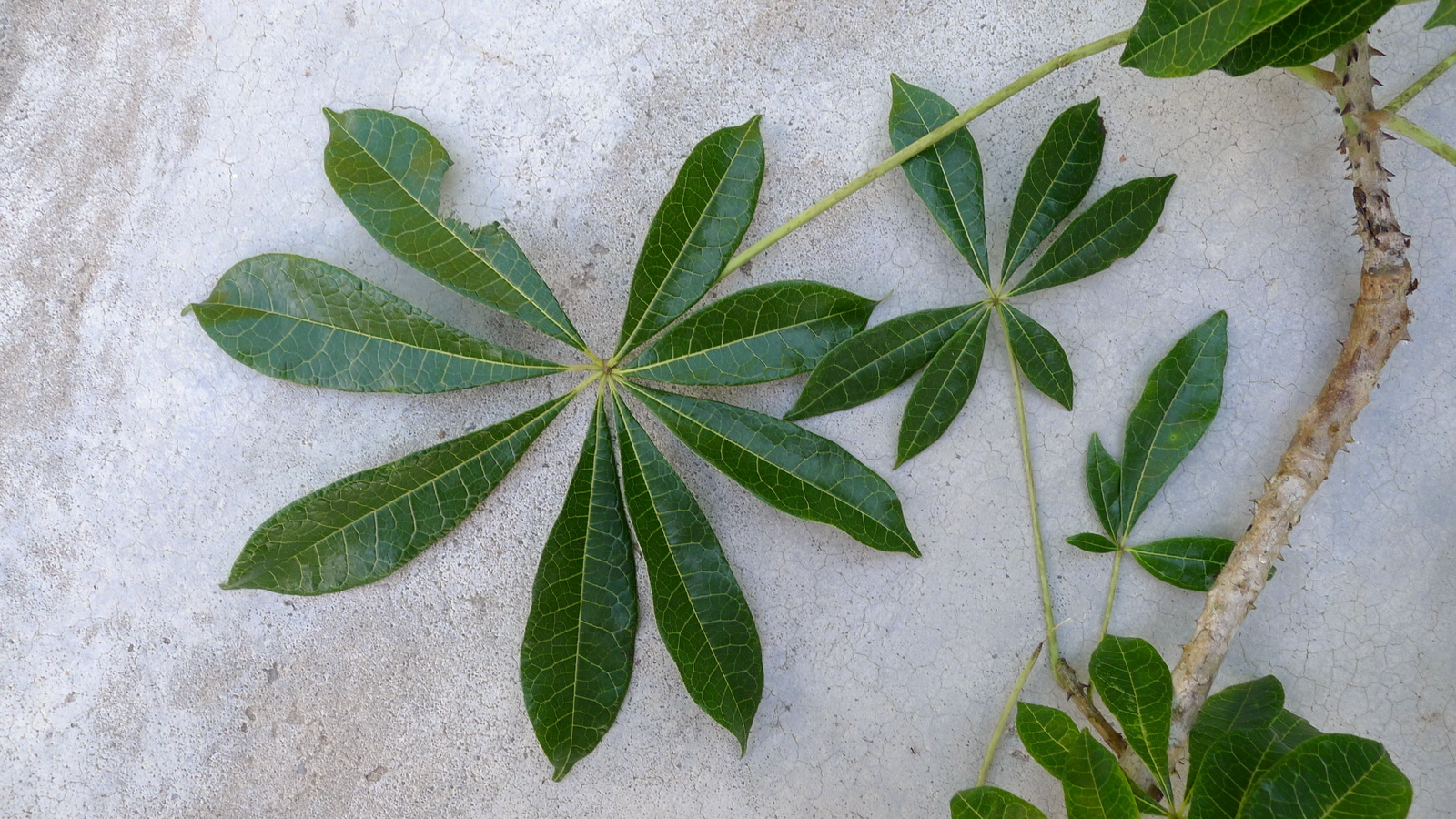